# Tino Santoni
Clemente Santoni, meglio noto come Tino Santoni (Roma, 1913 – Roma, 1987), è stato un direttore della fotografia italiano.
Ha lavorato a più di cento film dalla fine degli anni trenta alla prima metà degli anni settanta.

## Biografia
Dai set dei cinema dei telefoni bianchi degli anni trenta e quaranta, dopo la seconda guerra mondiale Santoni passa alle commedie di Totò e ai melodrammi matarazziani, collaborando occasionalmente con Roberto Rossellini, Mario Monicelli, Valerio Zurlini, Renato Castellani e Lucio Fulci. Si lega in particolare ai registi Carlo Ludovico Bragaglia, Camillo Mastrocinque, Mario Bonnard, Steno e Mariano Laurenti. Negli anni sessanta cura la fotografia di diversi film della coppia Franco Franchi e Ciccio Ingrassia e di alcuni western all'italiana.

## Filmografia

### Cinema
- Un mare di guai, regia di Carlo Ludovico Bragaglia (1939)
- Torna caro ideal, regia di Guido Brignone (1939)
- Cantate con me!, regia di Guido Brignone (1940)
- La prima donna che passa, regia di Max Neufeld (1940)
- Scampolo, regia di Nunzio Malasomma (1941)
- Solitudine, regia di Livio Pavanelli (1941)
- L'avventuriera del piano di sopra, regia di Raffaello Matarazzo (1941)
- Il romanzo di un giovane povero, regia di Guido Brignone (1942)
- Le signorine della villa accanto, regia di Gian Paolo Rosmino (1942)
- M.A.S., regia di Romolo Marcellini (1942)
- Miliardi, che follia!, regia di Guido Brignone (1942)
- Il nostro prossimo, regia di Gherardo Gherardi e Giuseppe Aldo Rossi (1943)
- Giorni felici, regia di Gianni Franciolini (1943)
- L'ultima carrozzella, regia di Mario Mattoli (1943)
- Le modelle di via Margutta, regia di Giuseppe Maria Scotese (1946)
- I due orfanelli, regia di Mario Mattoli (1947)
- Totò al giro d'Italia, regia di Mario Mattoli (1948)
- Se fossi deputato, regia di Giorgio Simonelli (1949)
- È primavera..., regia di Renato Castellani (1950)
- Tormento, regia di Raffaello Matarazzo (1950)
- Lo sparviero del Nilo, regia di Giacomo Gentilomo (1950)
- Una bruna indiavolata, regia di Carlo Ludovico Bragaglia (1951)
- La paura fa 90, regia di Giorgio Simonelli (1951)
- Enrico Caruso, leggenda di una voce, regia di Giacomo Gentilomo (1951)
- Prigionieri delle tenebre, regia di Enrico Bomba (1952)
- Giovinezza, regia di Giorgio Pàstina (1952)
- La macchina ammazzacattivi, regia di Roberto Rossellini (1952)
- Il bandolero stanco, regia di Fernando Cerchio (1952)
- Tormento del passato, regia di Mario Bonnard (1952)
- I figli non si vendono, regia di Mario Bonnard (1952)
- Giuseppe Verdi, regia di Raffaello Matarazzo (1953)
- Torna!, regia di Raffaello Matarazzo (1953)
- La domenica della buona gente, regia di Anton Giulio Majano (1953)
- Café Chantant, regia di Camillo Mastrocinque (1953)
- Attanasio cavallo vanesio, regia di Camillo Mastrocinque (1953)
- Guai ai vinti, regia di Raffaello Matarazzo (1954)
- Alvaro piuttosto corsaro, regia di Camillo Mastrocinque (1954)
- Tam tam Mayumbe, regia di Gian Gaspare Napolitano (1955)
- La ladra, regia di Mario Bonnard (1955)
- Il mondo sarà nostro (El expreso de Andalucía), regia di Francisco Rovira Beleta (1956)
- Mi permette, babbo!, regia di Mario Bonnard (1956)
- Arrivano i dollari!, regia di Mario Costa (1957)
- Un eroe dei nostri tempi, regia di Mario Monicelli (1957)
- Italia piccola, regia di Mario Soldati (1957)
- Vivendo cantando... che male ti fò?, regia di Marino Girolami (1957)
- Gli zitelloni, regia di Giorgio Bianchi (1958)
- Afrodite, dea dell'amore, regia di Mario Bonnard (1958)
- Dagli Appennini alle Ande, regia di Folco Quilici (1959)
- Estate violenta, regia di Valerio Zurlini (1959)
- Femmine di lusso, regia di Giorgio Bianchi (1960)
- Un militare e mezzo, regia di Steno (1960)
- Un dollaro di fifa, regia di Giorgio Simonelli (1960)
- Labbra rosse, regia di Giuseppe Bennati (1960)
- La ragazza con la valigia, regia di Valerio Zurlini (1961)
- Ursus nella valle dei leoni, regia di Carlo Ludovico Bragaglia (1961)
- Totò e Peppino divisi a Berlino, regia di Giorgio Bianchi (1962)
- Il mio amico Benito, regia di Giorgio Bianchi (1962)
- Psycosissimo, regia di Steno (1962)
- Le sette folgori di Assur, regia di Silvio Amadio (1962)
- Gli italiani e le donne, regia di Marino Girolami (1962)
- Gli imbroglioni, regia di Lucio Fulci (1963)
- I quattro moschettieri, regia di Carlo Ludovico Bragaglia (1963)
- I due colonnelli, regia di Steno (1963)
- I promessi sposi, regia di Mario Maffei (1964)
- Canzoni, bulli e pupe, regia di Carlo Infascelli (1964)
- Gli eroi del West, regia di Steno (1964)
- Il trionfo dei dieci gladiatori, regia di Nick Nostro (1964)
- Spartacus e gli invincibili dieci gladiatori, regia di Nick Nostro (1964)
- Letti sbagliati, regia di Steno (1965)
- 002 Operazione Luna, regia di Lucio Fulci (1965)
- I due figli di Ringo, regia di Giorgio Simonelli (1966)
- Il vostro superagente Flit, regia di Mariano Laurenti (1966)
- I barbieri di Sicilia, regia di Marcello Ciorciolini (1967)
- Come rubare la corona d'Inghilterra, regia di Sergio Grieco (1967)
- I nipoti di Zorro, regia di Marcello Ciorciolini (1968)
- Zingara, regia di Mariano Laurenti (1969)
- Indovina chi viene a merenda?, regia di Marcello Ciorciolini (1969)
- Franco, Ciccio e il pirata Barbanera, regia di Mario Amendola (1969)
- Satiricosissimo, regia di Mariano Laurenti (1970)
- I due maghi del pallone, regia di Mariano Laurenti (1970)
- Mazzabubù... Quante corna stanno quaggiù?, regia di Mariano Laurenti (1971)
- Ma che musica maestro, regia di Mariano Laurenti (1971)
- I due assi del guantone, regia di Mariano Laurenti (1971)
- La bella Antonia, prima monica e poi dimonia, regia di Mariano Laurenti (1972)
- Continuavano a chiamarli i due piloti più matti del mondo, regia di Mariano Laurenti (1972)
- La vedova inconsolabile ringrazia quanti la consolarono, regia di Mariano Laurenti (1973)
- Patroclooo!... e il soldato Camillone, grande grosso e frescone, regia di Mariano Laurenti (1973)
- Furto di sera bel colpo si spera, regia di Mariano Laurenti (1974)